# Mühlheim am Main
Mühlheim am Main är en kommun och ort i Landkreis Offenbach i Regierungsbezirk Darmstadt i förbundslandet Hessen i Tyskland.